# Louis-Joseph Charles
Louis-Joseph Charles est un homme politique français né le 17 novembre 1760 au Luc (Var) et décédé le 15 mars 1829 au même lieu.

## Biographie
Riche propriétaire, il est député du Var de 1811 à 1814. Le 5 août 1814, il est distingué comme chevalier de la Légion d'honneur.